# Slingsby T.20
Slingsby T.20 là một loại tàu lượn của Anh, do hãng Slingsby thiết kế chế tạo, bay lần đầu năm 1944.

## Tính năng kỹ chiến thuật (Slingsby T.20)
Dữ liệu lấy từ British Gliders and Sailpanes 1922-1970, Slingsby Sailplanes
Đặc tính tổng quát
- Kíp lái: 2
- Chiều dài: 24 ft 3 in (7,39 m)
- Sải cánh: 54 ft 6 in (16,61 m)
- Diện tích cánh: 290,0 foot vuông (26,94 m2)
- Tỉ số mặt cắt: 10
- Kết cấu dạng cánh: NACA 4412
- Trọng lượng rỗng: 509 lb (231 kg)
- Trọng lượng có tải: 1.000 lb (453,6 kg)

Hiệu suất bay
- Vận tốc xuống: 173 ft/min (0,88 m/s)
- Hệ số trượt: 18
- Tải trên cánh: 3,6 lb/foot vuông (17,6 kg/m2)